# RAFO Onești
RAFO Oneşti était l'une des plus grandes raffineries de pétrole de Roumanie et d'Europe de l'Est avec une capacité de raffinage totale annuelle de 3,5 millions de tonnes de pétrole.
La raffinerie a été privatisée en 2001, 60% a été vendue à Imperial Oil et Canyon Servicos pour environ 7,5 millions de dollars américains. La société britannique Balkan Petroleum a acheté la raffinerie à ces sociétés en 2003.
En novembre 2006, Calder - A a acheté la raffinerie et payé toutes ses dettes au budget de l'État. Jusqu'en novembre 2007, la société a payé des dettes d'une valeur d'environ 380 millions de dollars et a augmenté le capital de 860 millions de dollars.
La société exploitait également une chaîne de 290 stations-service, dont elle possédait 45, le reste étant possédé par des associations professionnelles.
En 2007, Petrochemical Holding GmbH a acquis 98% des actions de la société, plus tard les dettes de RAFO ont été échangées contre des capitaux propres. En conséquence, Petrochemical Holding GmbH est devenu actionnaire à 96,5% de RAFO.
En 2008, l'entreprise a arrêté la production, car il n'était plus possible de renouveler son permis d'exploitation, car l'installation ne pouvait pas se conformer aux exigences de la législation environnementale. Elle est entrée en faillite en 2014 et a fait faillite en septembre 2019 après l'échec de son plan de restructuration.

## Sources et références
1. ↑  Calder-A va plati datoriile Rafo catre Ministerul Finantelor pana la 20 februarie